# サンターガタ・ディ・エーザロ
サンターガタ・ディ・エーザロ（イタリア語: Sant'Agata di Esaro）は、イタリア共和国カラブリア州コゼンツァ県にある、人口約1,800人の基礎自治体（コムーネ）。

## 地理

### 位置・広がり

#### 隣接コムーネ
隣接するコムーネは以下の通り。
- ベルヴェデーレ・マリッティモ
- ボニファーティ
- ブオンヴィチーノ
- チェトラーロ
- マルヴィート
- モッタフォッローネ
- サンジネート